# 莫太宗
莫太宗（越南语：／，？—1540年3月3日），名莫登瀛（越南语：／），《明实录》和《明史·安南传》作莫方瀛（越南语：／），是越南莫朝第二代君主，1530年至1540年在位。他是莫太祖莫登庸之長子，即位後改元大正。

## 生平
1517年，在父親莫登庸沒有篡位的時候，莫登庸為了與權臣陳真結親，令莫登瀛娶陳真的女兒為妻。莫登庸通過戰功逐漸掌握政權之後，1522年以黎昭宗的名義封莫登瀛為毓美侯（越南语：／），掌金光殿。1527年莫登庸篡位，建立莫朝；莫登瀛以長子的身份被冊立為皇太子。
大正元年（1530年）正月朔，莫登庸以年老為由讓位給了莫登瀛，自稱太上皇，退隱到了宜陽縣古齋的祥光殿，以漁為業，遨遊自樂。莫登瀛遂即位，是為莫太宗。事實上當時後黎朝遺臣的勢力非常大，莫登庸退隱到古齋時仍遙控著莫朝的朝政，其真正目的是為了為莫登瀛的外援。
同年（1530年），清化人黎意自稱後黎朝宗室的外孫，起兵於椰州，其父莫登庸領兵攻黎意於馬漆江，莫朝軍隊屢戰屢敗，被迫退回昇龍，留太師麟國公莫國楨防禦。莫國楨又戰敗，黎意攻入西都城（今清化），聲勢大振。同年八月，莫登瀛進攻清化，會同莫國楨軍在弘化江與黎意軍隊進行戰爭，但兩次被黎意大敗，莫登瀛被迫退回昇龍。此戰使莫朝聞黎意之名喪膽，但不久黎意驕傲而無備，在椰州被莫國楨突襲擒獲，押回昇龍車裂處死。其餘黨逃往哀牢（寮國），投奔後黎朝遺臣阮淦，使得阮淦的勢力越來越壯大。
大正四年（1533年），阮淦尋得一位自稱是黎昭宗之子的人士黎寧，擁立為帝，改元元和，是為黎莊宗，重建後黎朝。並攻入西都城，逐漸佔據了南部地區。莫登瀛退守北部，為南北朝之始。同時黎莊宗遣使赴明廷，自稱是後黎朝子孫，通告了莫氏篡位之事。明嘉靖帝令咸寧侯仇鸞總督軍務、兵部尚書毛伯溫參贊軍務，徵調明軍準備進攻安南，戰爭一觸即發。
大正十一年正月二十五日（1540年3月3日），莫登瀛去世。諡欽哲文皇帝，廟號太宗。長子莫福海繼位，是為莫憲宗。

## 施政
莫登瀛在位期間莫朝曾於1532年、1535年和1538年三次舉行科舉考試。著名的阮秉謙就是1535年科舉考試的狀元。莫登瀛十分重視文教，曾於1536年派謙郡公莫廷科重修國子監，1537年又親自視察了太學。

## 家庭
- 父：莫太祖莫登庸
- 母：阮氏玉璇（通郡公阮時雍之女，為黎恭皇皇后的妹妹。）

- 兄弟：
  - 弘王 莫正中
  - 定王 莫福山
  - 康王 莫仁甫
  - 廣王 莫光啟
  - 莫仁廣
  - 莫大慶
  - 嘉王 莫大用（早卒）
  - （失名）
  - （失名）
- 姐妹：
  - 瑞寧公主 莫玉壽
  - 泰安公主 莫玉珠
  - 寶華公主 莫玉光
  - 莫玉姿
  - 莫洪玉（早卒）
  - 莫端肅（早卒）
  - 莫玉蘭（早卒）

- 妻：
  - 陳氏（鐵山伯陳真之女）
  - 武氏[2]

- 子女：
  - 莫憲宗 莫福海
  - 寧王 莫福滋
  - 謙王 莫敬典
  - 莫履禪（莫履祥）
  - 莫履和
  - 莫協泰（莫協恭）
  - 應王 莫敦讓
  - 莫景貺

## 腳註
1. ↑  《大越通史·逆臣傳·莫登瀛傳》：“（元和）八年庚子，乃明嘉靖十九年也。正月二十五日戊午，登瀛死，僭位十一年。登庸立其子福海，伪谥曰太宗钦哲文皇帝。”
2. ↑  《明史·安南傳 （页面存档备份，存于）》：「（阮）敬有女，嫁方瀛次子敬典，因與方瀛妻武氏通，得專兵柄。」